# Diocesi di Ban Mê Thuột
La diocesi di Ban Mê Thuột (in latino Dioecesis Banmethuotensis) è una sede della Chiesa cattolica in Vietnam suffraganea dell'arcidiocesi di Huê. Nel 2022 contava 465.210 battezzati su 3.346.787 abitanti. È retta dal vescovo Jean Baptiste Nguyễn Huy Bắc.

## Territorio
La diocesi comprende le province di Dak Lak, Dak Nong e gran parte della provincia di Binh Phuoc. 
Sede vescovile è la città di Buôn Ma Thuột, nota anche con il nome di Ban Mê Thuột, dove si trova la cattedrale del Sacro Cuore di Gesù.
Il territorio è suddiviso in 118 parrocchie.

## Storia
La diocesi è stata eretta il 22 giugno 1967 con la bolla Qui Dei benignitate di papa Paolo VI, ricavandone il territorio dalle diocesi di Ðà Lat e di Kontum.

## Cronotassi dei vescovi
Si omettono i periodi di sede vacante non superiori ai 2 anni o non storicamente accertati.
- Pierre Nguyễn Huy Mai † (22 giugno 1967 - 4 agosto 1990 deceduto)
- Joseph Trịnh Chính Trực † (4 agosto 1990 succeduto - 29 dicembre 2000 ritirato)
- Joseph Nguyễn Tích Đức † (29 dicembre 2000 succeduto - 17 maggio 2006 dimesso)
  - Sede vacante (2006-2009)
- Vincent Nguyễn Văn Bản (21 febbraio 2009 - 19 marzo 2022 nominato vescovo di Hải Phòng[1])
  - Sede vacante (2022-2024)
- Jean Baptiste Nguyễn Huy Bắc, dal 13 luglio 2024

## Statistiche
La diocesi nel 2022 su una popolazione di 3.346.787 persone contava 465.210 battezzati, corrispondenti al 13,9% del totale.
| anno | popolazione | popolazione | popolazione | presbiteri | presbiteri | presbiteri | presbiteri                | diaconi | religiosi | religiosi | parrocchie |
| anno | battezzati  | totale      | %           | numero     | secolari   | regolari   | battezzati per presbitero | diaconi | uomini    | donne     | parrocchie |
| ---- | ----------- | ----------- | ----------- | ---------- | ---------- | ---------- | ------------------------- | ------- | --------- | --------- | ---------- |
| 1970 | 48.794      | 282.132     | 17,3        | 66         | 63         | 3          | 739                       |         | 12        | 35        | 38         |
| 1979 | 66.854      | 600.000     | 11,1        | 60         | 60         |            | 1.114                     |         | 19        | 134       | 34         |
| 1995 | 150.000     | 1.500.000   | 10,0        | 50         | 48         | 2          | 3.000                     |         | 2         | 137       | 78         |
| 2000 | 252.441     | 2.100.000   | 12,0        | 72         | 70         | 2          | 3.506                     |         | 7         | 180       | 48         |
| 2001 | 262.480     | 1.900.000   | 13,8        | 72         | 70         | 2          | 3.645                     |         | 7         | 180       | 51         |
| 2002 | 281.843     | 1.900.000   | 14,8        | 74         | 70         | 4          | 3.808                     |         | 9         | 245       | 52         |
| 2004 | 303.368     | 1.900.000   | 16,0        | 74         | 70         | 4          | 4.099                     |         | 55        | 280       | 51         |
| 2006 | 317.726     | 2.581.000   | 12,3        | 105        | 93         | 12         | 3.025                     |         | 32        | 293       | 59         |
| 2012 | 388.615     | 2.684.047   | 14,5        | 128        | 108        | 20         | 3.036                     |         | 92        | 466       | 98         |
| 2015 | 418.280     | 2.862.811   | 14,6        | 172        | 133        | 39         | 2.431                     |         | 126       | 515       | 101        |
| 2018 | 440.942     | 2.955.911   | 14,9        | 192        | 141        | 51         | 2.296                     | 13      | 144       | 706       | 106        |
| 2020 | 459.227     | 3.016.820   | 15,2        | 223        | 158        | 65         | 2.059                     |         | 115       | 350       | 118        |
| 2022 | 465.210     | 3.346.787   | 13,9        | 217        | 163        | 54         | 2.143                     |         | 124       | 802       | 118        |